# Bottiglie vuote
Bottiglie vuote è un brano del gruppo musicale italiano Pinguini Tattici Nucleari, pubblicato il 6 dicembre 2024 nel sesto album in studio Hello World, uscito il medesimo giorno.
Una versione remixata del brano con la partecipazione di Max Pezzali è stata pubblicata come singolo l'11 aprile 2025.

## Tracce
Testi e musiche di Riccardo Zanotti, Marco Paganelli e Giorgio Pesenti.
1. Bottiglie vuote (feat. Max Pezzali) – 3:14

## Classifiche
| Classifica (2025) | Posizione massima |
| ----------------- | ----------------- |
| Italia            | 4                 |